# Elezioni parlamentari in Croazia del 2015
Le elezioni parlamentari in Croazia del 2015 si tennero l'8 novembre per il rinnovo del Sabor. In seguito all'esito elettorale, Tihomir Orešković divenne Presidente del Governo, nell'ambito di un governo di coalizione formato da Unione Democratica Croata e Most nezavisnih lista.

## Risultati
| Liste | Voti      | %     | Seggi |
| --- | --------- | ----- | ----- |
| Coalizione Patriottica (DK) (HDZ - HSS - HSP AS - BUZ - HSLS - HRAST - HDS - ZDS)                                                      | 771.070   | 34,64 | 59    |
| Croazia in Crescita (HR) (SDP - HNS - HSU - HL-SR - A-HSS - ZS + SDSS)                                                                 | 742.909   | 33,38 | 56    |
| Most nezavisnih lista | 303.564   | 13,64 | 19    |
| Živi zid | 94.877    | 4,26  | 1     |
| Coalizione Lavoro e Solidarietà (RiS) (BM 365 - DPS - DSŽ - HES - HRS - Zeleni - ID-DI - MS - NSH - Novi Val - SU - UDU - Zeleni - ZS) | 75.527    | 3,39  | 2     |
| IDS - PGS - RI | 42.193    | 1,90  | 3     |
| Sviluppo Sostenibile della Croazia (ORaH)                                                                                              | 39.090    | 1,76  | -     |
| NHPA - NS-R - SHU - ZF - DDS | 34.905    | 1,57  | 1     |
| Alleanza Democratica Croata di Slavonia e Barania (HDSSB)                                                                              | 30.443    | 1,37  | 2     |
| In Nome della Famiglia (UIO) | 23.866    | 1,07  | -     |
| HKS - HSP - OS | 14.101    | 0,63  | -     |
| Partito Croato dei Diritti Autentico (A-HSP)                                                                                           | 12.027    | 0,54  | -     |
| Azione Giovanile (AM) | 6.196     | 0,28  | -     |
| Pametno | 6.001     | 0,27  | -     |
| Alba Croata Partito Popolare (HZ) | 4.487     | 0,20  | -     |
| HKDU - HDS - ND | 3.010     | 0,14  | -     |
| Za Grad | 2.548     | 0,11  | -     |
| Partito Socialista del Lavoro di Croazia (SRP)                                                                                         | 2.528     | 0,11  | -     |
| Željko Kerum - Partito Civico Croato (HGS)                                                                                             | 2.234     | 0,10  | -     |
| Partito della Difesa Patriottica della Croazia (BDSH)                                                                                  | 1.645     | 0,07  | -     |
| Alleanza Democratica per il Rinnovamento Nazionale (DESNO)                                                                             | 1.548     | 0,07  | -     |
| Fronte dei Lavoratori (RF) | 1.293     | 0,06  | -     |
| Movimento Insieme (PZ) | 961       | 0,04  | -     |
| Alleanza Democratica del Međimurje (MDS)                                                                                               | 762       | 0,03  | -     |
| Partito Croato dell'Ordine (HSR) | 162       | 0,01  | -     |
| Candidati individuali | 7.976     | 0,36  | -     |
| Minoranze nazionali | -         | -     | 8     |
| Totale | 2.225.923 |       | 151   |

- Gli 8 seggi spettanti alle minoranze nazionali sono così ripartiti: 3 Partito Democratico Indipendente Serbo, 4 candidati indipendenti.

### Risultati per distretto
| Distretto | DK      | HR      | Most    | ZZ     | RiS    | IDS    | ORaH   | NHPS   | HDSSB  | UIO    | HKS    | A-HSP  | AM    | Pametno | Totale    |
| --------- | ------- | ------- | ------- | ------ | ------ | ------ | ------ | ------ | ------ | ------ | ------ | ------ | ----- | ------- | --------- |
| 1         | 60.697  | 91.262  | 42.880  | 7.895  | 10.656 |        | 7.815  | 2.365  |        | 3.478  | 701    | 556    | 434   | 1.609   | 233.125   |
| 2         | 76.461  | 74.488  | 30.097  | 10.471 | 18.164 |        | 3.744  | 1.440  |        | 3.273  | 940    | 1.316  | 467   |         | 229.289   |
| 3         | 50.578  | 101.594 | 16.339  | 10.871 | 4.066  |        | 3.917  | 13.314 |        | 890    | 596    | 1.228  | 630   |         | 206.711   |
| 4         | 67.805  | 55.077  | 20.156  | 9.379  | 1.992  |        | 2.799  | 1.613  | 21.849 | 2.519  | 1.501  | 1.062  | 619   |         | 188.368   |
| 5         | 88.760  | 49.268  | 22.069  | 7.571  | 4.310  |        | 2.208  | 2.411  | 8.594  | 1.930  | 2.682  | 1.999  | 536   |         | 192.738   |
| 6         | 66.096  | 70.925  | 28.002  | 8.851  | 11.456 |        | 4.060  | 3.583  |        | 2.300  | 1.724  | 1.152  | 769   |         | 200.639   |
| 7         | 81.092  | 88.102  | 39.854  | 14.690 | 13.485 |        | 5.071  | 2.138  |        | 2.807  | 1.262  | 1.363  | 905   | 1.124   | 253.813   |
| 8         | 37.356  | 80.467  | 22.432  | 11.013 | 5.574  | 42.193 | 4.553  | 3.634  |        | 1.707  | 666    | 926    | 1.220 |         | 213.385   |
| 9         | 116.195 | 60.944  | 35.473  | 7.244  | 2.923  |        | 2.435  | 1.931  |        | 2.128  | 1.411  | 1.383  |       |         | 234.534   |
| 10        | 101.586 | 70.782  | 45.151  | 6.892  | 1.675  |        | 2.228  | 2.144  |        | 2.397  | 2.497  | 914    | 616   | 3.268   | 244.796   |
| 11 (Est.) | 24.444  |         | 1.111   |        | 1.226  |        | 260    | 332    |        | 437    | 121    | 128    |       |         | 28.525    |
| Totale    | 771.070 | 742.909 | 303.564 | 94.877 | 75.527 | 42.193 | 39.090 | 34.905 | 30.443 | 23.866 | 14.101 | 12.027 | 6.196 | 6.001   | 2.225.923 |